# Universalis Cosmographia

De kaart van Waldseemüller

De Universalis Cosmographia is een wereldkaart gemaakt door de Duitse cartograaf Martin Waldseemüller. Ze werd voor het eerst in april 1507 gepubliceerd en was de eerste kaart waarop de continenten in het westen met de naam America werden aangeduid. De kaart is opgesteld op een wijziging van Ptolemaeus' tweede projectie met toevoeging van de hoge breedtegraden van Amerika. Slechts één kopie heeft de tand des tijds doorstaan. Die werd in 2001 door de Library of Congress (Washington, D.C.) gekocht.

## Beschrijving
De volle titel van de kaart luidt Universalis cosmographia secundum Ptholomaei traditionem et Americi Vespucii aliorumque lustrationes (De universele kosmografie volgens de overlevering van Ptolemaeus en de reizen van  Amerigo Vespucci en anderen). Verschillende eerdere kaarten worden beschouwd als inspiratiebronnen, vooral de kaarten gebaseerd op de Geografie van Ptolemaeus. Ook tekeningen van Henricus Martellus of Martin Behaim zouden hulpbronnen kunnen zijn geweest. De Caraïben en wat op de kaart Florida lijkt te zijn, waren al afgebeeld op twee eerdere tekeningen: de Cantino-kaart, van Portugal naar Italië gesmokkeld in 1502, en de Caverio-kaart, die in circa 1503-1504 is getekend en de Golf van Mexico toont.
Volgens Peter Whitfield was Waldseemüller de eerste Europeaan die expliciet een Grote Oceaan op de kaart afbeeldde — zij het niet onder die naam — zes jaar voordat die in 1513 feitelijk ontdekt werd. George Nunn echter heeft gesteld dat dit maar zo lijkt doordat Waldmüller de oostkust van Azië twee keer weergaf, eenmaal in de traditionele positie in het oosten en een tweede maal als nieuwe ontdekking in het westen, in een tijd dat nog aangenomen werd dat Christopher Columbus echt een nieuwe vaarweg naar Azië gevonden had.
Na 1504 werd het boek Mundus Novus gepubliceerd, opgedragen aan Vespucci. Dit boek introduceerde in Europa voor het eerst het idee dat er een ander continent bestond dat niet Azië was. Zoals Waldseemüller in zijn boek Cosmographiae Introductio vertelde, is de naam van het vierde continent afgeleid van de naam van Amerigo Vespucci.

## Geschiedenis

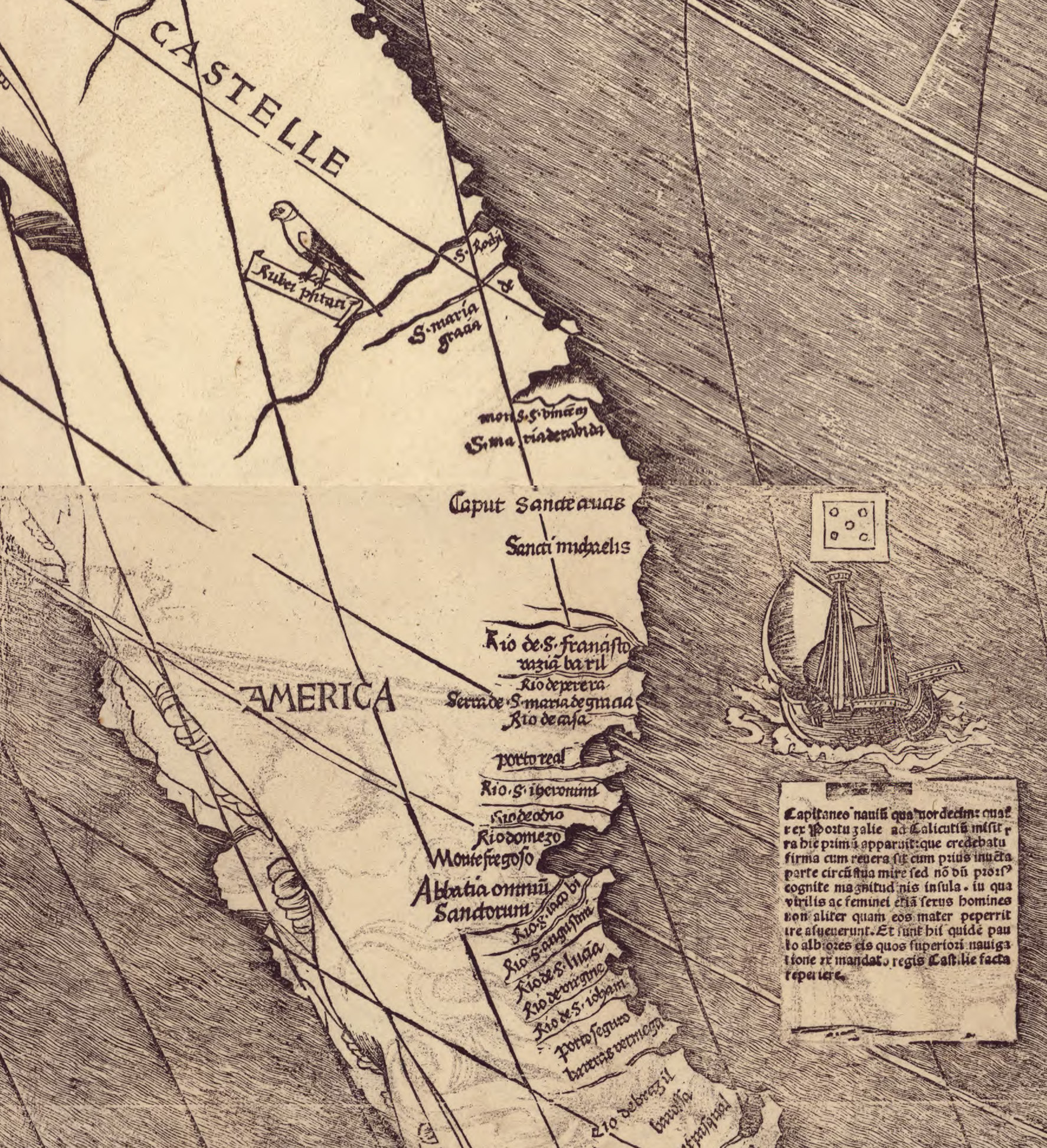
Detail

In de tijd dat Waldseemüller zijn beroemde kaart tekende, werkte hij als lid van een groep geleerden van het Gymnasium Vosagense in Saint-Dié-des-Vosges in Lotharingen, dat in die tijd tot het Heilige Roomse Rijk hoorde. De kaart ging samen met het boek Cosmographiae Introductio.
Van de duizend exemplaren die van de kaart werden gemaakt is er slechts één bewaard gebleven. Dit was oorspronkelijk in het bezit van Johannes Schöner (1477-1547), een Neurenbergse astronoom, geograaf en cartograaf. De bergplaats was lange tijd een mysterie, tot de kaart in 1901 door de Joodse historicus Joseph Fischer herontdekt werd in de bibliotheek van prins Johannes zu Waldburg-Wolfegg in het Wolfegg-kasteel in Württemberg in Duitsland. De kaart zou op die plaats blijven tot ze in 2001 door de Library of Congress voor tien miljoen dollar zou worden gekocht. Kanselier Angela Merkel van Duitsland overhandigde de kaart symbolisch op 30 april 2007, tijdens een formele ceremonie in de Library of Congress in Washington D.C. Sinds 2007 wordt de kaart permanent vertoond in de Library of Congress, binnenin een afgesloten ruimte.
In 2005 werd de kaart van Waldseemüller door bibliothecaris James H. Billington genomineerd voor het Memory of the World-register van de UNESCO. Ze werd nog in datzelfde jaar in het register opgenomen.